# Borowa (gmina Przedbórz)
Borowa – wieś w Polsce, położona w województwie łódzkim, w powiecie radomszczańskim, w gminie Przedbórz.
| SIMC    | Nazwa     | Rodzaj  |
| ------- | --------- | ------- |
| 0548620 | Sewerynów | kolonia |

W latach 1954–1959 wieś należała i była siedzibą władz gromady Borowa, po jej zniesieniu w gromadzie Góry Mokre. W latach 1975–1998 wieś należała administracyjnie do województwa piotrkowskiego.
Wierni Kościoła rzymskokatolickiego należą do parafii św. Maksymiliana Kolbe w Górach Mokrych.